# 天鳳 (オンラインゲーム)
天鳳（てんほう）は、日本でサービスが提供されている麻雀のオンラインゲームである。角田真吾が作成、2002年設立の有限会社シー・エッグ (C-EGG) が運営している。2006年2月20日に「半熟荘」としてβテスト開始。2006年8月1日に正式オープン。2007年3月1日に現在の名称になった。

## 特徴
利用料金は原則として無料であるが、最上位卓である鳳凰卓をプレイする際には課金が必要である。
ゲームにはHTML5を使用しているため、専用のソフトをインストールすることなくブラウザでプレイできるのが大きな特徴である。
2008年2月には課金者向けのWindows版も登場した。接続先のサーバや競技としての性質はブラウザ版と同じであるが、Windows版はグラフィックが充実し、牌譜保存・解析機能や各種デザイン変更、BGM設定などの機能が追加されている。
日本プロ麻雀連盟、最高位戦日本プロ麻雀協会など複数のプロ団体では、天鳳での最高位にあたる天鳳位を達成したプレイヤーに対して、通常の入会試験を免除し、Bリーグ以上の高段リーグからの参加を認めた事例がある（いわゆる飛びつき昇段）。

## 概要
天鳳には四人打ち麻雀と三人打ち麻雀（サンマ）があり、それぞれに東風戦・東南戦が用意されている。登録時には「新人」から始まり、着順に応じて1戦ごとに増減するポイント(pt)で昇級・昇段、および降級・降段が決まる。
段級位には新人、9級 - 1級、初段 - 十段、天鳳位の21の位が存在する。四人打ちと三人打ちの段位は独立しており、四人打ちは天鳳位、三人打ちは新人といったこともありうる。
段位によって、プレイ可能な卓が変わる。新人と級位者は一般卓しか利用できないが、1級以上のプレイヤーは上級卓を、四段以上かつR1800以上のプレイヤーは特上卓を、七段以上かつR2000以上の課金プレイヤーは鳳凰卓を利用できる。
なお、現在の有料会員資格(課金額)は、22日あたり500円または25日あたり550円に設定されている。

## 段位制度
天鳳における実力評価は、レーティング制と並行して段級位制を採用している。新人から1級までは降級がなく、20 - 100ptを獲得すれば次の級位に昇級することができる。一方、初段以上ではポイントが0ptになると降段となる。昇段時点で保持するポイントは段位*200pt、昇段に必要なポイントは段位*400ptに設定されている。例として、八段から九段に昇段すると九段1800ptを保持した状態になる。ここから対戦を繰り返し、ポイントが3600ptを越えると十段に昇段する。逆にポイントが0ptを下回ると八段に降段してしまう。
天鳳のポイント制度の特徴として、4位（ラス）のポイント減が非常に大きい点が挙げられる。オカやウマがある麻雀では、1位とラスを交互に繰り返しても通常収支はプラスになるが、天鳳においては三段以上になると1位とラスを繰り返していればポイントは減っていくことになる。段位が上がるごとにラスのポイント減が大きくなり、十段にもなると、鳳凰卓での対戦であっても1回のラスによるポイント減を取り戻すには2回の1位が必要になる。そのため、4位を逃れる戦術（ラス回避）が重要な戦略となる点が、巷間で主流のトップ重視ルールと異なる。また、素点は反映されない純粋な順位戦である。
なお、どの段級位でも3位はポイントが一切変動しないが、レーティングは下がる。
十段から昇段すると天鳳位となる。天鳳位となると降段することはなく、公式サイトに永久にユーザー名が記載されるなど、殿堂入りの扱いを受ける。2025年5月現在、四人麻雀延べ26ID･三人麻雀延べ25IDの天鳳位が誕生している。
| 位     | 東風戦でのpt変動                            | 東風戦でのpt変動                            | 東風戦でのpt変動 | 東風戦でのpt変動 | 東南戦でのpt変動                            | 東南戦でのpt変動                            | 東南戦でのpt変動 | 東南戦でのpt変動 | 初期pt   | 昇段pt   |
| 位     | 1位                                         | 2位                                         | 3位              | 4位              | 1位                                         | 2位                                         | 3位              | 4位              | 初期pt   | 昇段pt   |
| ------ | ------------------------------------------- | ------------------------------------------- | ---------------- | ---------------- | ------------------------------------------- | ------------------------------------------- | ---------------- | ---------------- | -------- | -------- |
| 初段   | 一般卓 +20 上級卓 +40 特上卓 +50 鳳凰卓 +60 | 一般卓 +10 上級卓 +10 特上卓 +20 鳳凰卓 +30 | ±0               | -30              | 一般卓 +30 上級卓 +60 特上卓 +75 鳳凰卓 +90 | 一般卓 +15 上級卓 +15 特上卓 +30 鳳凰卓 +45 | ±0               | -45              | 200      | 400      |
| 二段   | 一般卓 +20 上級卓 +40 特上卓 +50 鳳凰卓 +60 | 一般卓 +10 上級卓 +10 特上卓 +20 鳳凰卓 +30 | ±0               | -40              | 一般卓 +30 上級卓 +60 特上卓 +75 鳳凰卓 +90 | 一般卓 +15 上級卓 +15 特上卓 +30 鳳凰卓 +45 | ±0               | -60              | 400      | 800      |
| 三段   | 一般卓 +20 上級卓 +40 特上卓 +50 鳳凰卓 +60 | 一般卓 +10 上級卓 +10 特上卓 +20 鳳凰卓 +30 | ±0               | -50              | 一般卓 +30 上級卓 +60 特上卓 +75 鳳凰卓 +90 | 一般卓 +15 上級卓 +15 特上卓 +30 鳳凰卓 +45 | ±0               | -75              | 600      | 1200     |
| 四段   | 一般卓 +20 上級卓 +40 特上卓 +50 鳳凰卓 +60 | 一般卓 +10 上級卓 +10 特上卓 +20 鳳凰卓 +30 | ±0               | -60              | 一般卓 +30 上級卓 +60 特上卓 +75 鳳凰卓 +90 | 一般卓 +15 上級卓 +15 特上卓 +30 鳳凰卓 +45 | ±0               | -90              | 800      | 1600     |
| 五段   | 一般卓 +20 上級卓 +40 特上卓 +50 鳳凰卓 +60 | 一般卓 +10 上級卓 +10 特上卓 +20 鳳凰卓 +30 | ±0               | -70              | 一般卓 +30 上級卓 +60 特上卓 +75 鳳凰卓 +90 | 一般卓 +15 上級卓 +15 特上卓 +30 鳳凰卓 +45 | ±0               | -105             | 1000     | 2000     |
| 六段   | 一般卓 +20 上級卓 +40 特上卓 +50 鳳凰卓 +60 | 一般卓 +10 上級卓 +10 特上卓 +20 鳳凰卓 +30 | ±0               | -80              | 一般卓 +30 上級卓 +60 特上卓 +75 鳳凰卓 +90 | 一般卓 +15 上級卓 +15 特上卓 +30 鳳凰卓 +45 | ±0               | -120             | 1200     | 2400     |
| 七段   | 一般卓 +20 上級卓 +40 特上卓 +50 鳳凰卓 +60 | 一般卓 +10 上級卓 +10 特上卓 +20 鳳凰卓 +30 | ±0               | -90              | 一般卓 +30 上級卓 +60 特上卓 +75 鳳凰卓 +90 | 一般卓 +15 上級卓 +15 特上卓 +30 鳳凰卓 +45 | ±0               | -135             | 1400     | 2800     |
| 八段   | 一般卓 +20 上級卓 +40 特上卓 +50 鳳凰卓 +60 | 一般卓 +10 上級卓 +10 特上卓 +20 鳳凰卓 +30 | ±0               | -100             | 一般卓 +30 上級卓 +60 特上卓 +75 鳳凰卓 +90 | 一般卓 +15 上級卓 +15 特上卓 +30 鳳凰卓 +45 | ±0               | -150             | 1600     | 3200     |
| 九段   | 一般卓 +20 上級卓 +40 特上卓 +50 鳳凰卓 +60 | 一般卓 +10 上級卓 +10 特上卓 +20 鳳凰卓 +30 | ±0               | -110             | 一般卓 +30 上級卓 +60 特上卓 +75 鳳凰卓 +90 | 一般卓 +15 上級卓 +15 特上卓 +30 鳳凰卓 +45 | ±0               | -165             | 1800     | 3600     |
| 十段   | 一般卓 +20 上級卓 +40 特上卓 +50 鳳凰卓 +60 | 一般卓 +10 上級卓 +10 特上卓 +20 鳳凰卓 +30 | ±0               | -120             | 一般卓 +30 上級卓 +60 特上卓 +75 鳳凰卓 +90 | 一般卓 +15 上級卓 +15 特上卓 +30 鳳凰卓 +45 | ±0               | -180             | 2000     | 4000     |
| 天鳳位 | 変動なし                                    | 変動なし                                    | 変動なし         | 変動なし         | 変動なし                                    | 変動なし                                    | 変動なし         | 変動なし         | 変動なし | 変動なし |

| 卓     | 条件       | 条件      | 条件                    |
| 卓     | 段位       | レート    | その他                  |
| ------ | ---------- | --------- | ----------------------- |
| 一般卓 | 四段未満   | R1800未満 |                         |
| 上級卓 | 1級 - 七段 | R2000未満 | 有料会員は1級未満でも可 |
| 特上卓 | 四段以上   | R1800以上 |                         |
| 鳳凰卓 | 七段以上   | R2000以上 | 有料会員のみ            |

## ルール
前述の通り、四人打ちと三人打ちが用意されている。
- 25000点持ちの30000点返し（三人麻雀は35000点持ちの40000点返し）
- 一発・裏ドラ・槓ドラ・槓ウラあり
- 後付けあり
- 喰い替えなし
- テンパイ連荘（ノーテン親流れ）
- ダブロン あり（頭ハネなし）
- トビあり
- オーラス1位に限りアガリやめ・テンパイやめあり
- 四家立直流局（三人打ちの三家立直は続行）
- オーラス終了時に全プレイヤー30000点（三人麻雀の場合は40000点）に満たない場合、東風戦の南入、東南戦の西入あり
- 持ち時間制。一巡あたり最長15秒、速卓では7秒。その巡目での持ち時間が切れると強制でツモ切りになる

などは全ルールに共通している。
四人打ちは、さらに4通りのルールが選択可能である。喰いタンなし赤ドラなし( - )、喰いあり赤なし(喰)、喰いあり赤あり(喰赤)、喰いあり赤あり・持ち時間半分の速卓(喰赤速)が用意されている。それぞれについて、東風戦・東南戦の双方が選択可能であり、計8種のルールが存在することになる。
三人打ちは喰あり赤ありルールのみが用意されているが、東風/東南、通常卓/速卓の別は存在し、都合4種のルールが存在する。
三人打ちはいわゆる純粋ツモ損の点数計算が採用されており、基本の点数計算は四人打ちとすべて同じだが、ツモ和了の際、空席にあたる子の一人分がもらえないルールとなっている（詳細は三人麻雀#ツモとロンの差を参考）。親のツモは本来の2/3、子のツモは3/4の点数になる。採用役やロン和了の点数、ツモ和了の際に親・子の一人あたりから貰える点数は全て四人打ちと同じである。また、北は抜きドラである。

## 採用役
- プロ団体や雀荘などで一般的に採用されている役27種、役満13種が採用されている[5]。
- 人和・三連刻・四連刻などのローカル役は採用されていない。
- 四暗刻単騎待ち、国士無双十三面待ちなどはシングル役満。純粋役満同士の複合は可能。
- 13翻以上は数え役満。数え役満と役満は複合しない。
- 七対子は25符2翻扱い。
- 平和ツモは20符2翻扱い。
- 流し満貫が採用されているが、和了としては認められておらず、流局時のテンパイ料精算を満貫ツモの精算に置き換えることで成立している。よって、流し満貫が成立しても、親が聴牌していれば連荘となる。この場合親はテンパイ料はもらえず、純粋に4000点の支払いとなる。
- 三人麻雀は北の抜きドラを採用している。北は役満でない手牌でも和了形に使用でき、常にオタ風である。北待ちの役ありテンパイは他家の北抜きでもロン和了できる。北は抜きドラとして使用した場合は何枚使っても0符で、和了形にはカウントされず、1枚抜くごとに手牌に抜きドラの1翻がつく。ドラ表示牌が西の場合、通常のドラと抜きドラで重複してカウントされ1枚あたり2翻以上になる。抜かないで手牌で使う場合はドラ扱いにはならない。抜きドラは役ではないためそれ単体では和了できない。
- 三人麻雀特有の役（大車輪・マンズ混一色など）は採用されていない。北ドラ絡みのものを除けば、採用役は全て四人打ちと同じである。ただし三色同順は実現できない。
- 三人麻雀で北を抜いて嶺上牌でツモ和了すると常に嶺上開花がつく。また北を抜くと他家のリーチの一発、ダブルリーチ・地和が消えるなど、鳴きと似た効果を発揮する。
- 待ちが変わらなければ、聴牌形が変わるリーチ後の暗カンが認められている。待ちさえ変わらなければ、役が消えてもアガリ牌であっても全てカンできる。
- 国士無双における、暗槓に対する槍槓は認められていない。

## その他
- 途中退室、再入室を5回繰り返すと、強制的に対局に復帰できなくなるが、他の新しい卓につけるようになる。
- フリー対戦のほかに、知り合いのプレーヤーと対戦できる個室・大会運営用のロビーも作成・管理できる。
- 最近の試合の対戦記録も残すことができ、それを再生することも可能。
- 特に、鳳凰卓での対戦の牌譜は全てが公開されているのが大きな特徴である。
- 鳳凰卓以外は麻雀AIにも開放されている。IDの頭にｎを丸で囲んだ記号が付いているプレイヤーは個人や法人が開発した麻雀AIである。
- ランキングが約20分毎に更新され、自身のレート、順位、和了率、ドラ数などの順位がWebページ上に随時発表される。
- テストプレイではツモ切りのコンピューターと対戦でき、各種調整ができる。またミニゲームとして、麻雀牌を使ったパズルも用意されている。
- 2010年8月22日、登録者数100万人突破。
- 2017年2月18日、登録者数400万人突破。
- 2017年5月、過去の不正行為が明らかになった天鳳位が除名処分。
- 2017年12月17日、4代目天鳳位・すずめクレイジー（石川遼）が日本プロ麻雀連盟へ特例のB2所属で入会(下位7リーグを飛び越しての参加。通常であれば下位全リーグを全て1期抜けしても到達には3年半かかる)。入会試験も特例で免除された。
- 2018年3月2日、初代天鳳位・ASAPIN（朝倉康心）が最高位戦日本プロ麻雀協会に特例のB1所属で入会(下位6リーグを飛び越し)。[6]
- 2018年12月8日、3代目天鳳位・独歩（山田独歩）が最高位戦日本プロ麻雀協会に特例のB2所属で入会(下位5リーグを飛び越し)。[7]
- 2023年2月27日、5代目天鳳位・太くないお（渡辺太）が最高位戦日本プロ麻雀協会に特例のB1所属で入会(下位7リーグを飛び越し)。[8]
- 2023年2月28日、12代目天鳳位・おかもと（岡本壮平）が最高位戦日本プロ麻雀協会に特例のB2所属で入会(下位6リーグを飛び越し)。[9]
- 2023年6月現在、プロ雀士として天鳳位に到達したのは齋藤豪（13代目天鳳位・gousi、日本プロ麻雀連盟）と茨城啓太（19代目天鳳位・いばらぎ、日本プロ麻雀協会）の2名。また21代目天鳳位・わっしょい君2号は元最高位戦日本プロ麻雀協会所属の谷一貴である。
- 2025年3月6日、中国人初で史上最速天鳳位（24代目）・吃貨小北北（高雲飛）が最高位戦日本プロ麻雀協会に特例のB1所属で入会(下位7リーグを飛び越し)。[10]